# بونتوس كارلسون
بونتوس كارلسون Pontus Carlsson  لاعب شطرنج سويدي يحمل لقب أستاذ كبير.
- ولد في 18 ديسمبر 1982.
- فقد عائلته وهو في  عامه الأول.
- تبناه زوجان من السويد، وكان الأب بالتبني هو إنجفار كارلسون الرئيس السابق للاتحاد السويدي للشطرنج، الذي علمه الشطرنج في سن الرابعة.
- يحمل الجنسية الكولومبية والسويدية.

## وصلات خارجية
- بونتوس كارلسون على موقع الاتحاد الدولي للشطرنج (الإنجليزية)
- بونتوس كارلسون على موقع مباريات الشطرنج (الإنجليزية)
- بونتوس كارلسون على موقع 365Chess.com (الإنجليزية)
- بونتوس كارلسون على موقع Chesstempo.com (الإنجليزية)
- بونتوس كارلسون على موقع الاتحاد الأمريكي للشطرنج (الإنجليزية)
- بونتوس كارلسون سجل أولمبياد الشطرنج على موقع OlimpBase.org (الإنجليزية)